# Хершинг ам Амерзе
Хершинг ам Амерзе (њем. Herrsching am Ammersee) општина је у њемачкој савезној држави Баварска. Једно је од 14 општинских средишта округа Штарнберг. Према процјени из 2010. у општини је живјело 9.996 становника. Посједује регионалну шифру (AGS) 9188124.

## Географски и демографски подаци
Хершинг ам Амерзе се налази у савезној држави Баварска у округу Штарнберг. Општина се налази на надморској висини од 568 метара. Површина општине износи 20,9 km². У самом мјесту је, према процјени из 2010. године, живјело 9.996 становника. Просјечна густина становништва износи 479 становника/km².

## Међународна сарадња
| Мјесто | Држава  | Врста сарадње | Од    |
| ------ | ------- | ------------- | ----- |
| Равина | Италија | партнерство   | 2007. |
| Чатра  | Индија  | партнерство   | 1996. |
| Извор  |         |               |       |